# Castillo de Nogalte
El castillo de Nogalte (Puerto Lumbreras, de la provincia de Murcia) es una fortaleza de época medieval islámica construida en torno al siglo XIII. Se emplaza junto al casco urbano de Puerto Lumbreras, en una estribación montañosa del borde meridional de la sierra de La Torrecilla, en una posición estratégica desde la que se dominan varios afloramientos de agua y diversas vías naturales: hacia el este, el camino de Lorca, que enlaza a través del valle del río Guadalentín hasta Murcia; al norte, a través de la rambla de Nogalte, hacia Granada; y al oeste, hacia Almería atravesando el valle del Almanzora. Es Bien de Interés Cultural según la Disposición Adicional Segunda de la Ley 16/1985 de 25 de junio.

## Historia

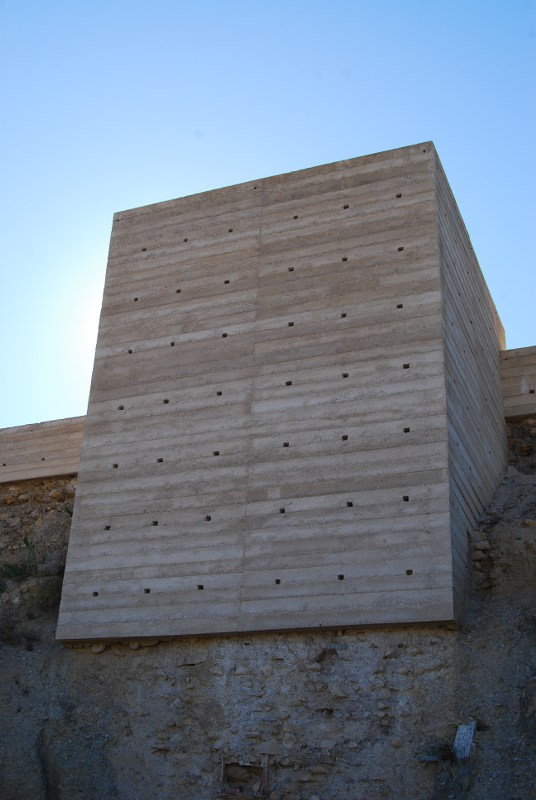
Vista de una de las torres del castillo de Nogalte

### Primera ocupación
Las evidencias arqueológicas más antiguas de poblamiento en el cerro del Castillo se remontan a la Edad del Bronce. Durante las diferentes campañas de excavación que se han llevado a cabo en la fortaleza, se han recuperado materiales cerámicos argáricos que permiten establecer una ocupación prehistórica en este sector. En este sentido, a solo 160 m al sur del castillo, se localiza al poblado argárico de Barranco de las Cuevas.

### La fortaleza musulmana
Sin embargo, los restos que son visibles actualmente son de época islámica. Aunque la carencia de fuentes documentales impide precisar la fecha exacta de su fundación, las características constructivas de la fortaleza así como los materiales recuperados en las excavaciones podría situarla en la primera mitad del siglo XIII, en un período en el que en el antiguo reino musulmán de Murcia proliferaron los castillos rurales que protegían las numerosas explotaciones agropecuarias del entorno.
A esta época corresponde el denominado recinto superior, probablemente utilizado como granero fortificado, y construido en una época de inseguridad en la que las comunidades rurales generaron una serie de infraestructuras comunitarias que les permitían asegurar sus recursos.

### La ampliación cristiana
El análisis de las técnicas constructivas utilizadas en la segunda fase de ocupación del castillo de Nogalte, momento en el que se construye el recinto inferior y se transforma el superior, permite establecer el uso de unas medidas en los tapiales que se corresponden con las aprobadas por Alfonso X para el reino de Castilla en 1261.Existe, además, documentación que sitúa a Don Juan García de Villamayor, Adelantado Mayor de Castilla y Mayordomo Mayor de Alfonso X el Sabio, como primer propietario del castillo de Nogalte por haberlo recibido como donado por parte del rey, como favor por los servicios prestados al reino de Castilla. Esto explicaría por qué constructivamente en esta fase las torres están orientadas hacia el norte y oeste, los lugares por donde podría venir el enemigo, es decir, hacia la frontera nazari.

## Arquitectura
Las campañas de excavación realizadas en el castillo de Nogalte desde el año 1999 han permitido determinar que la fortificación se compone de dos recintos bien diferenciados comunicados por una puerta acodada y delimitados por estructuras de tapia.

### Recinto superior
Se corresponde con la primera fase de ocupación. Se extiende por una superficie aproximada de 1000 m². Se inscribe en una planta de forma poligonal, de 60 metros de longitud por 18 metros de anchura máxima. Su acceso se localiza en su vertiente oriental, a través de un quiebre que describe un ángulo recto para evitar el acceso directo. En su interior se han localizado al menos tres espacios cuadrangulares, adosados los unos a los otros, en cuyo interior se localizaron varias piedras de molino, y que debieron ser usados para el almacenamiento de grano. Destaca un gran aljibe, de 12,5 por 2,8 metros, construido en tapial de hormigón con revestimiento de mortero hidráulico.

### Recinto inferior
Pertenece a la segunda fase de ocupación del Castillo de Nogalte, tras la conquista cristiana. De este recinto se ha podido identificar las vertientes septentrional, oriental y parte de la meridional. En su interior se han constatado una serie de muros de tierra que configuran un conjunto de espacios adosados entre sí y de planta rectangular. Esta segunda fase de ocupación no solo consistió en la construcción de un nuevo recinto, ya que también se reformó la antigua construcción islámica mediante la edificación de una torre y el reforzamiento de los lienzos de la muralla.
Para solucionar la comunicación entre ambos recintos se construye se disponen una serie de muros paralelos que configuran un triple codo.

## Casas cueva

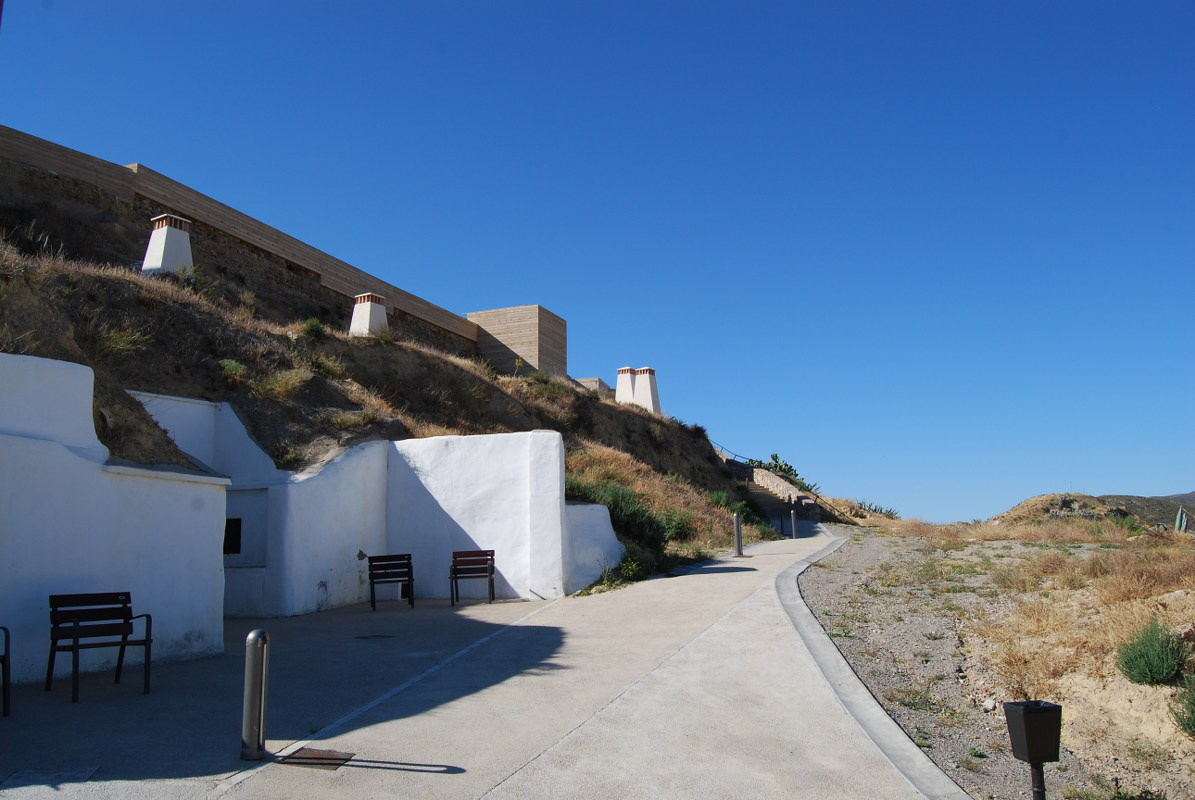
Casas cueva

Comenzaron a construirse en el siglo XVIII, en un momento de crecimiento demográfico de la población de Puerto Lumbreras. Estas construcciones, que responden a un modelo de vivienda de economías familiares modestas, modelaron la fisonomía del cerro en el que se emplaza el Castillo hasta constituir uno de los ejemplos de hábitat rupestre más importantes de la Región de Murcia y que recientemente han sido objeto de un proyecto de musealización e interpretación de algunas de las casas cuevas que forman parte de este conjunto.

## Conjunto Patrimonial y Turístico Medina Nogalte

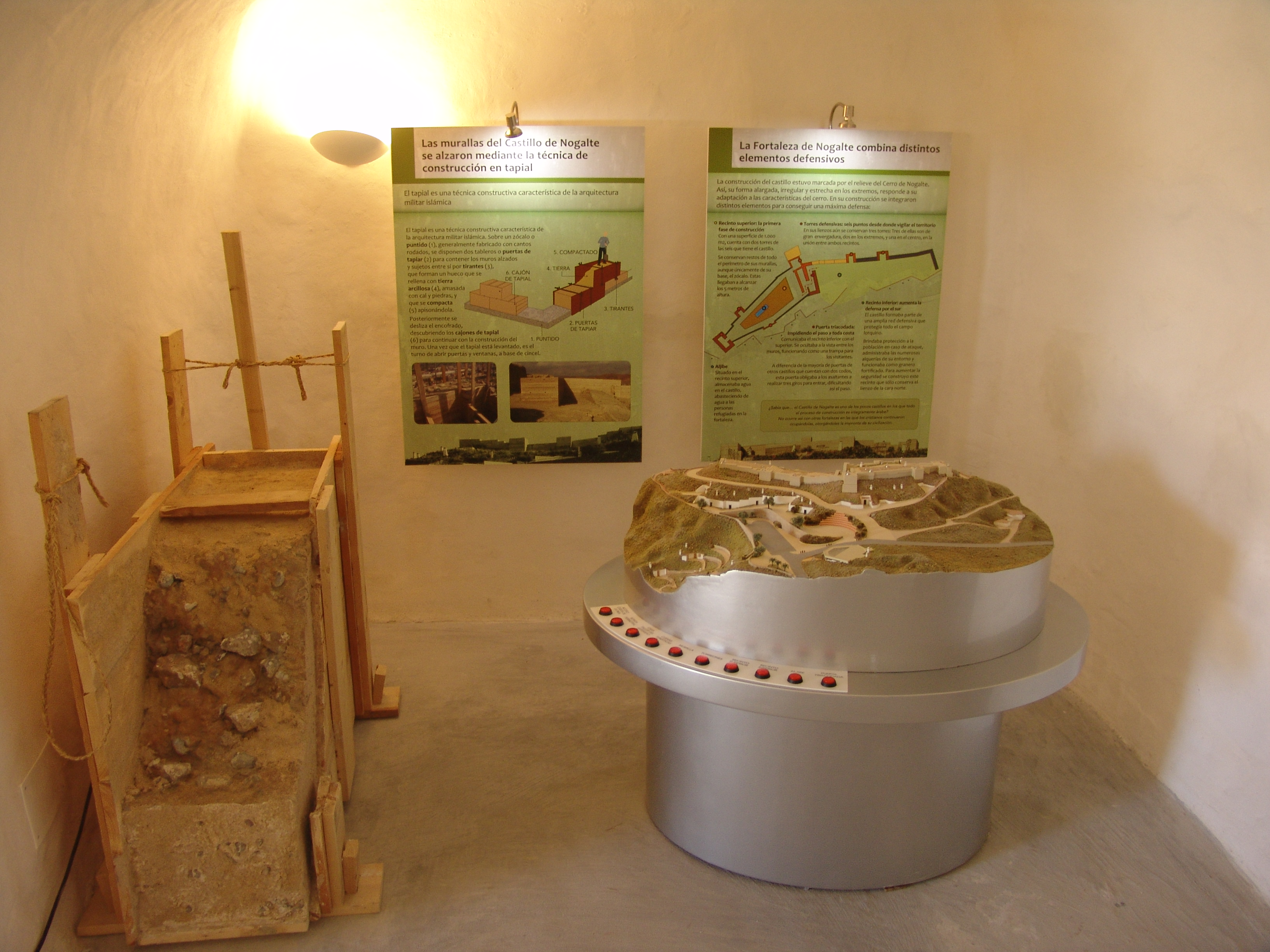
Ámbito temático dedicado al Castillo

Las numerosas intervenciones realizadas en este importante conjunto patrimonial han permitido la rehabilitación integral del castillo medieval, parte de las cuevas que se horadaron en el cerro y otros bienes inmuebles como la Casa del Cura o la Casa de los Duendes.
Desde que en 1996 se pusiera en marcha el Plan Director El Castellar, se han sucedido numerosos proyectos que han puesto en valor el espacio patrimonial de Medina Nogalte mediante la ordenación y urbanización global de todo el entorno del cerro, la restauración del castillo y la recuperación interior y exterior de las casas-cueva, viviendas trogloditas que representan un importante legado histórico y etnográfico y reflejan el extraordinario modo de adaptación del ser humano al medio natural en el que se encuentra. Parte de estas últimas han sido musealizadas para dar a conocer la riqueza cultural del municipio, destinándose cada una de ellas a una temática distinta.
De este modo, el visitante puede conocer a través de un itinerario guiado, tanto la fortaleza islámica como el conjunto rupestre, el único visitable en la Región de Murcia, y donde se muestran los diferentes proyectos de recuperación del lugar, la vida y tradiciones en las casas-cueva, la importancia del agua en el municipio de Puerto Lumbreras, los oficios artesanales característicos de esta comarca y la historia del Castillo.

## Galería
|                 |
| Paso triacodado |

|                                       |
| Cuesta de la Pava y castillo al fondo |

|                          |
| Castillo desde la rambla |

|                                           |
| Paso entre el recinto superior e inferior |

|                  |
| Recinto inferior |